# آزل اویا کارگو

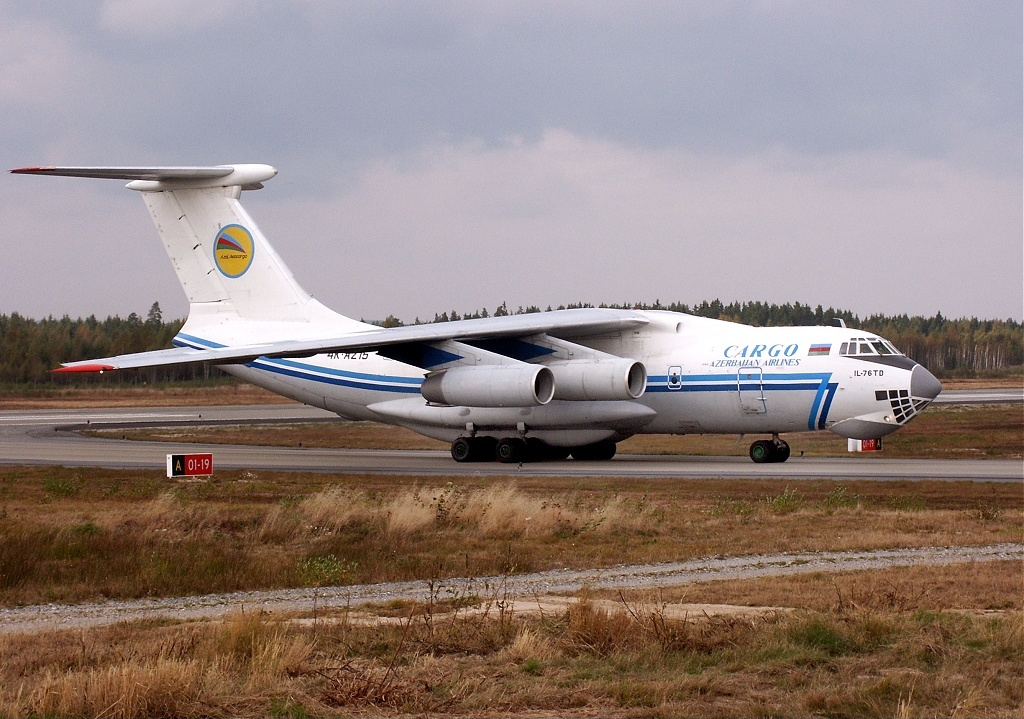
شرکت آزل اویا کارگو

آزل اویا کارگو (به انگلیسی: Azal Avia Cargo) یک شرکت هواپیمایی است که در تاریخ ۱۹۹۶ میلادی تأسیس شده است. دفتر مرکزی آزل اویا کارگو در باکو، جمهوری آذربایجان واقع شده‌است و قطب این شرکت هواپیمایی در فرودگاه بین‌المللی حیدر علی‌اف قرار دارد.